# Вегри (Ровиго)
Вегри је насеље у Италији у округу Ровиго, региону Венето.
Према процени из 2011. у насељу је живело 53 становника. Насеље се налази на надморској висини од 6 м.